# Zespół Gradenigo
Zespół Gradenigo (zespół szczytu piramidy części skalistej kości skroniowej, ang. Gradenigo's syndrome, petrous apicitis) – zespół neurologiczny polegający na współistnieniu porażenia nerwu VI i neuralgii nerwu V. Został zbadany i opisany przez włoskiego otiatrę Giuseppe Gradenigo w 1904 roku.

## Etiopatogeneza
Zespół związany jest z wytworzeniem ropnia zewnątrzoponowego na przednio-górnej powierzchni piramidy kości skroniowej z podrażnieniem opon mózgowo-rdzeniowych w przebiegu zapalenia komórek powietrznych szczytu piramidy części skalistej kości skroniowej

## Objawy
Na zespół składa się triada objawów (zwana triadą Gradenigo) związanych z zapaleniem szczytu piramidy kości skroniowej będącego powikłaniem ostrego zapalenia ucha środkowego:
- Wyciek z ucha w przebiegu jego ostrego zapalenia.
- Ból zlokalizowany za okiem i promieniujący do skroni i okolicy ciemieniowej, nasilający się szczególnie wieczorem i w nocy, światłowstręt, osłabienie i (lub) zniesienie odruchu spojówkowego i rogówkowego. Czasami trudności w gryzieniu i szczękościsk. Objawy te związane są z podrażnieniem zwoju trójdzielnego.
- Porażenie nerwu odwodzącego – objaw Gradenigo a niekiedy także porażenie nerwu okoruchowego i nerwu bloczkowego.

## Leczenie
- operacyjny drenaż z dostępu przez kość skroniową lub środkowy dół czaszki[1]